# 스프링 브레이커스
스프링 브레이커스(Spring Breakers)는 2012년 공개된 미국의 코미디 영화이다.

## 줄거리
대학생인 브릿, 캔디, 코티는 방탕한 파티를 즐기는 반면, 친구인 페이스는 종교 활동에 열심이다. 봄방학을 맞아 다른 학생들이 여행을 떠나지만, 돈이 없는 이들은 학교에 남게 된다. 여행을 가고 싶었던 브릿과 캔디는 마약에 취한 채 스키 마스크를 쓰고 해머와 장난감 총으로 식당을 턴다. 코티는 도주 차량을 운전하고 범행 후 차를 불태워 없앤다. 이들은 범죄 사실을 페이스에게 털어놓지만, 페이스는 이를 숨긴다.
플로리다의 세인트 피터즈버그에 도착한 소녀들은 술, 마약, 섹스가 난무하는 해변 파티를 즐긴다. 그러다 마약 소지 혐의로 체포되어 유치장 신세를 지지만, 랩퍼이자 마약상, 무기 거래상인 에일리언의 도움으로 풀려난다. 에일리언은 돈과 거친 매력으로 코티, 캔디, 브릿의 마음을 사로잡지만, 페이스는 그의 삶에 불편함을 느낀다. 에일리언은 소녀들을 갱단이 자주 찾는 클럽으로 데려가고, 페이스는 더욱 불안해하며 그곳을 떠나 다른 친구들에게 함께 돌아가자고 하지만 거절당한다. 결국 페이스는 혼자 집으로 돌아간다.
에일리언은 남은 소녀들을 경쟁자이자 친구였던 빅 아치가 운영하는 스트립 클럽으로 데려가고, 빅 아치는 자신의 영역에서 마약을 팔지 말라고 경고한다. 에일리언은 자신의 저택에서 마약으로 번 돈과 무기를 과시하며 자신의 삶을 "아메리칸 드림"이라고 칭한다. 브릿과 캔디는 에일리언의 총을 빼앗아 그를 위협하지만, 오히려 에일리언은 흥분하며 소녀들에게 사랑에 빠졌다고 고백한다.
에일리언은 소녀들에게 핑크 스키 마스크와 샷건을 주고 함께 그의 수영장에서 총기 강도를 연습한다. 소녀들은 에일리언에게 피아노 연주를 부탁하고, 함께 브리트니 스피어스의 노래를 부르는 동안 무장 강도 장면들이 몽타주처럼 지나간다. 그러던 중 빅 아치의 갱단이 나타나 총격전을 벌이고 코티가 부상을 입는다. 코티는 겁에 질려 페이스처럼 집으로 돌아가기로 결정한다. 브릿과 캔디는 에일리언과 함께 남아 수영장에서 셋이 성관계를 맺고 빅 아치에게 복수하기로 결심한다. 시간이 흘러, 소녀들은 집에 전화를 걸어 열심히 살겠다고 약속한다.
현재 시점에서, 소녀들은 보트를 타고 빅 아치의 저택으로 향한다. 부두에 도착하자마자 에일리언은 빅 아치의 경비병에게 총에 맞아 죽는다. 브릿과 캔디는 빅 아치의 갱단을 모두 죽인 후, 빅 아치까지 살해한다. 살인 사건이 벌어지는 동안 소녀들은 해변의 아름다움을 이야기하고 자신들이 누구인지 깨달았다고 말한다. 마지막으로 브릿과 캔디는 에일리언의 시신에 키스하고, 빅 아치의 람보르기니를 타고 집으로 떠난다.

## 출연

### 주연
- 제임스 프랭코
- 셀레나 고메즈
- 바네사 허진스
- 애슐리 벤슨
- 레이첼 코린
- 헤더 모리스
- 애슐리 렌드지온

### 조연
- 구찌 메인
- 엠마 홀저
- 제프 자렛
- 조쉬 랜들
- 로렌 베라

## 기타
- 프로듀서: 찰스-마리 안소니오즈
- 프로듀서: 조던 게트너
- 프로듀서: 크리스 핸리
- 제작프로듀서: 브라이언 피츠패트릭
- 공동프로듀서: 수잔 커
- 공동프로듀서: 마이크 웨버
- 조감독: 리처드 L. 폭스
- 조감독: 조 맥두갈
- 사운드슈퍼바이저: 바이론 윌슨
- 미술: 엘리엇 호스테터
- 세트: 애덤 윌리스
- 시각효과: 크리스 F. 우즈
- 분장: 리 그림스
- 헤어: 아드루이사 리
- 의상: 헤이디 비벤스
- 배역: 러레이 메이필드
- 프로덕션매니저: 수잔 커